# Iglesia de San Pedro (Agliana)

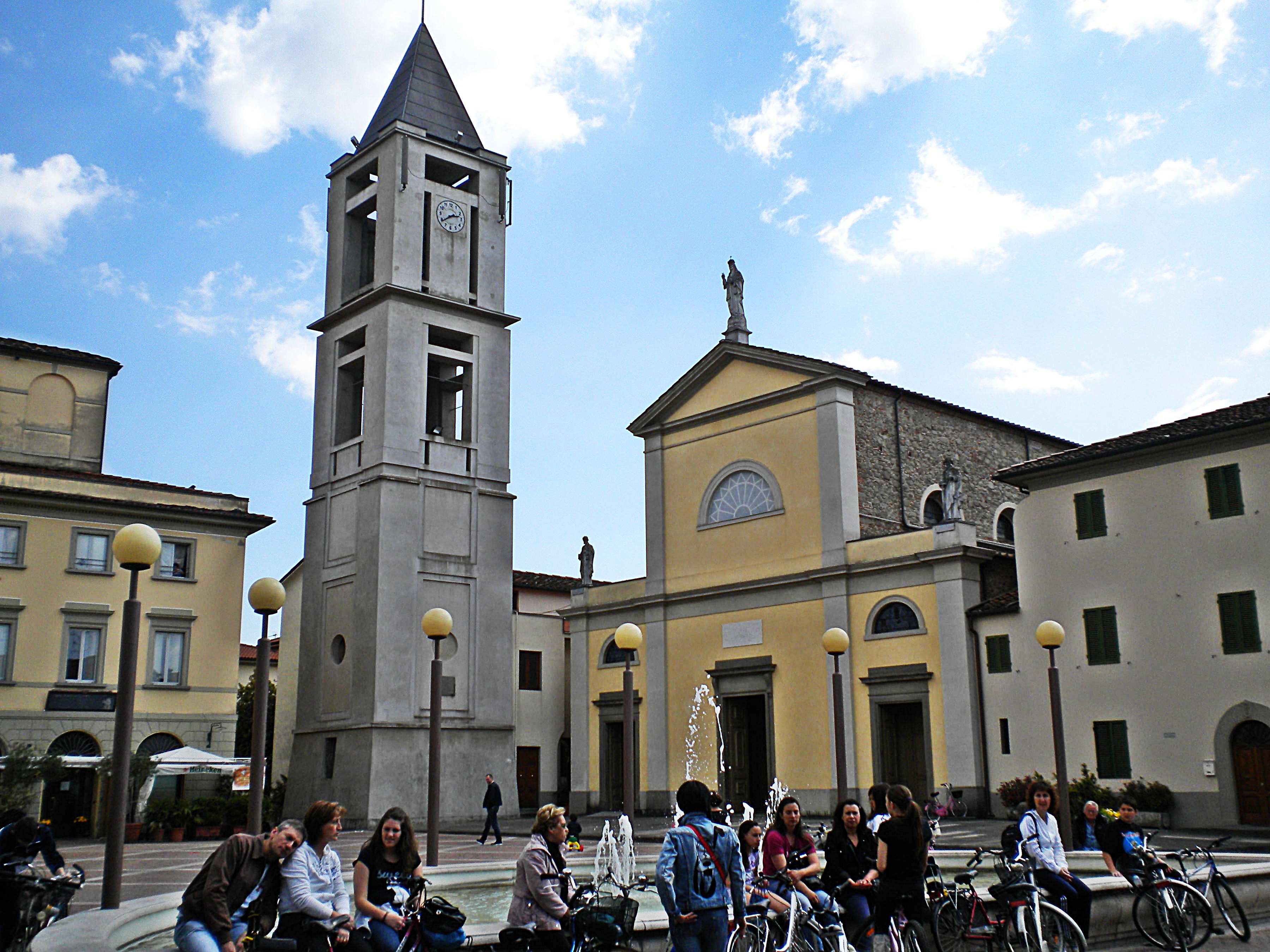
San Piero

La iglesia de San Piero (Iglesia de San Pedro) está situada en Agliana (Italia). 
La iglesia aparece documentada desde 1152 como una dependencia de la parroquia de San Juan Villiano. Fue renovada en el siglo XVI y ocupaba el espacio de lo que es ahora la sacristía. Antiguamente, esta iglesia dependía un  pequeño hospital.

## Descripción
El edificio actual fue construido en 1872 y contiene una Sagrada Familia de Antonio Puccinelli y una Virgen que ofrece el rosario a Santo Domingo, atribuido a Cosimo Ulivelli.
Junto a la iglesia se encuentra el Oratorio de la Compañía del Santísimo Sacramento, construido entre 1744 y 1745, decorado con frescos que representan cuatro grandes escenas: la Llamada de San Pedro, la Última Cena, la Resurrección de Lázaro y la Institución de la Eucaristía. Sobre el altar se encuentra también un cuadro del siglo XVI,  representando la Última Cena.